# 대한민국의 국가원수 방한 목록
다음은 역대 대한민국의 국가원수 방한 목록이다.

## 제1공화국

### 이승만 정부
- 드와이트 D. 아이젠하워 대통령

## 제2공화국

### 허정 내각
- 드와이트 D. 아이젠하워 대통령

### 장면 내각
- 드와이트 D. 아이젠하워 대통령

## 제3공화국

### 박정희 정부
- 리처드 닉슨 대통령

## 제4공화국

### 박정희 정부
- 지미 카터 대통령

## 제5공화국

### 전두환 정부
- 로널드 레이건 대통령

## 제6공화국

### 노태우 정부
- 조지 H. W. 부시 대통령

### 김영삼 정부
- 레흐 바웬사 대통령

### 김대중 정부
- 넬슨 만델라 대통령

### 노무현 정부
- 조지 W. 부시 대통령

### 이명박 정부
- 버락 오바마 대통령

### 박근혜 정부
- 시진핑 총서기

### 문재인 정부
- 김정은 위원장
- 도널드 트럼프 대통령

### 윤석열 정부
- 클라우스 이오하니스 대통령

## 같이 보기
- 대한민국의 대외 관계
- 대한민국 대통령의 해외 순방 목록